# Clodion
Clodion nebo Clodio – také nazývaný „vlasatý“ nebo „dlouhovlasý“ (cca 395–448) byl král sálských Franků v letech 428 až 448.
O Clodionovi i jeho otci Pharamondovi se zmiňuje kronikář Řehoř z Tours. Clodion kolem roku 431 přitáhl do oblasti Artois, ale byl odražen Flaviem Aetiem, velitelem římské armády v Galii. Přesto se brzy usadil v oblasti řeky Somme a ustavil Tournai hlavním městem sálských Franků. Měl syna Merovecha, od nějž je odvozeno pojmenování dynastie, ze které vzešli první merovejští a později franští králové.